# John Davies (sculpteur)
Pour les articles homonymes, voir John Davies et Davies.
John Davies, né en 1946 dans le Cheshire (Angleterre), est un artiste et sculpteur britannique.
Il vit et travaille à Londres.

## Biographie
John Davies étudie la peinture de 1963 à 1967 au Hull College of Art et au Manchester College of Art. De 1968 à 1969, il fréquente la Slade School of Fine Art à Londres.
John Davies est connu pour ses sculptures humaines grandeur nature. L'Homme est également au centre de ses dessins et de ses peintures. Ses premières sculptures sont caractérisées par une représentation qui exprime des drames silencieux à travers leurs gestes et attitudes.
Lors de ses débuts, son exposition personnelle la plus importante a eu lieu en 1972 à la Whitechapel Art Gallery de Londres. John Davies participe en 1977 à la documenta 6 à Cassel. Au milieu des années 1990, John Davies vit et travaille à Thessalonique, dans le nord de la Grèce. Par après, il s'établit à Londres.
Une importante exposition personnelle a eu lieu en 2004-2005 au musée des Beaux-Arts de Bilbao sous le titre John Davies. Sculptures and drawings since 1968.